# Coptotermes
Coptotermes (лат.) — род термитов из семейства Heterotermitidae (ранее в Rhinotermitidae), один из наиболее распространённых в мире, включающий опасного вредителя древесины вид Coptotermes formosanus.

## Описание
Представители рода Coptotermes встречаются во всех тропических и субтропических регионах мира. Различные виды обнаружены от влажных дождевых лесов до аридных степей и пустынь. Длина 1—2 см. Усики рабочих состоят из 12—16 члеников, у имаго — 15—23. Голова округлая. Лапки 4-члениковые. Формула шпор ног имаго: 3-2-2. Гнёзда обычно располагаются в древесине живых деревьев или под землёй. Несколько видов, включая Coptotermes formosanus вредят древесным постройкам. Первоначально род Coptotermes был описан в качестве подрода рода Termes (Linnaeus, 1758).

## Систематика
Род включает в себя около 70 видов, в том числе несколько ископаемых (†Coptotermes priscus Emerson, 1971 — из миоценового доминиканского янтаря; †Coptotermes sucineus Emerson, 1971 — из мексиканского янтаря).
- Coptotermes acinaciformis
- Coptotermes amanii
- Coptotermes bannaensis
- Coptotermes carvinatus
- Coptotermes cochlearus
- Coptotermes crassus Snyder, 1922
- Coptotermes curvignathus
- Coptotermes dimorphus
- Coptotermes elisae (Desneux, 1905)
- Coptotermes formosanus Shiraki, 1909 — Тайваньский подземный термит[4]
- Coptotermes frenchi
- Coptotermes gambrinus Bourguignon & Roisin, 2011
- Coptotermes gestroi (Wasmann, 1896) — Азиатский подземный термит[4]
- Coptotermes grandiceps Snyder, 1925
- Coptotermes guangzhouensis
- Coptotermes heimi
- Coptotermes hekouensis
- Coptotermes intermedius
- Coptotermes kalshoveni
- Coptotermes lacteus
- Coptotermes longistriatus
- Coptotermes michaelseni
- Coptotermes niger
- Coptotermes pamuae Snyder, 1925
- Coptotermes remotus Hill, 1927
- Coptotermes sepangensis
- Coptotermes sjoestedti
- Coptotermes testaceus (Linnaeus, 1758)
- Coptotermes travians
- Coptotermes truncatus
- Coptotermes vastato
- Другие виды